# Helmut Häusler
Helmut Häusler – niemiecki brydżysta, European Master (EBL).
Helmut Häusler w latach 1999–2001 był członkiem Komitetu Systemów EBL. W latach 1991–1996 był w Komitecie Wykonawczym Niemieckiej Federacji Brydża.
Helmut Häusler był wielokrotnie niegrającym kapitanem drużyny Niemiec.

## Wyniki brydżowe

### Olimpiady
Na olimpiadach uzyskał następujące rezultaty:
| Olimpiady brydżowe. Zawody teamów | Olimpiady brydżowe. Zawody teamów | Olimpiady brydżowe. Zawody teamów | Olimpiady brydżowe. Zawody teamów | Olimpiady brydżowe. Zawody teamów | Olimpiady brydżowe. Zawody teamów |
| Rok                               | Miejsce                           | Zawody                            | Kategoria                         | Drużyna                           | Pozycja                           |
| --------------------------------- | --------------------------------- | --------------------------------- | --------------------------------- | --------------------------------- | --------------------------------- |
| 1996                              | Rodos                             | 10. Olimpiada Teamów              | Open                              | Germany                           | 41                                |
| 1980                              | Valkenburg                        | 6. Olimpiada Teamów               | Open                              | Germany                           | 9                                 |
| 1976                              | Monte Carlo                       | 5. Olimpiada Teamów               | Open                              | Germany                           | 11                                |

### Zawody światowe
W światowych zawodach zdobył następujące lokaty:
| Mistrzostwa Świata. Konkurencja teamów | Mistrzostwa Świata. Konkurencja teamów | Mistrzostwa Świata. Konkurencja teamów | Mistrzostwa Świata. Konkurencja teamów | Mistrzostwa Świata. Konkurencja teamów | Mistrzostwa Świata. Konkurencja teamów |
| Rok                                    | Miejsce                                | Zawody                                 | Kategoria                              | Drużyna                                | Pozycja                                |
| -------------------------------------- | -------------------------------------- | -------------------------------------- | -------------------------------------- | -------------------------------------- | -------------------------------------- |
| 1998                                   | Lille                                  | 10. Mistrzostwa Świata                 | Open                                   | Marsal                                 | 9                                      |
| 1997                                   | Hammamet                               | 33. Mistrzostwa Świata Teamów          | Trans                                  | Scharif                                | 11                                     |
| 1994                                   | Albuquerque                            | 9. Mistrzostwa Świata                  | Open                                   | Hausler                                | 17                                     |
| 1982                                   | Biarritz                               | 6. Mistrzostwa Świata                  | Open                                   | Zu Waldeck                             | 45                                     |

| Mistrzostwa Świata. Konkurencja par | Mistrzostwa Świata. Konkurencja par | Mistrzostwa Świata. Konkurencja par | Mistrzostwa Świata. Konkurencja par | Mistrzostwa Świata. Konkurencja par | Mistrzostwa Świata. Konkurencja par |
| Rok                                 | Miejsce                             | Zawody                              | Kategoria                           | Partner                             | Pozycja                             |
| ----------------------------------- | ----------------------------------- | ----------------------------------- | ----------------------------------- | ----------------------------------- | ----------------------------------- |
| 1986                                | Miami Beach                         | 7. Mistrzostwa Świata               | Open                                | Peter Splettstoesser                | 28                                  |
| 1982                                | Biarritz                            | 6. Mistrzostwa Świata               | Miksty                              | Lore Tolsdorff                      | 9                                   |
| 1978                                | Nowy Orlean                         | 5. Mistrzostwa Świata               | Open                                | Peter Splettstoesser                | 19                                  |

| Mistrzostwa Świata. Konkurencja indywidualna | Mistrzostwa Świata. Konkurencja indywidualna | Mistrzostwa Świata. Konkurencja indywidualna | Mistrzostwa Świata. Konkurencja indywidualna | Mistrzostwa Świata. Konkurencja indywidualna | Mistrzostwa Świata. Konkurencja indywidualna |
| Rok                                          | Miejsce                                      | Zawody                                       | Kategoria                                    | Pozycja                                      |                                              |
| -------------------------------------------- | -------------------------------------------- | -------------------------------------------- | -------------------------------------------- | -------------------------------------------- | -------------------------------------------- |
| 1994                                         | Paryż                                        | 2. Indywidualne Mistrzostwa Świata           | Open                                         | 45                                           |                                              |

### Zawody europejskie
W europejskich zawodach zdobył następujące lokaty:
| Zawody europejskie. Konkurencja teamów | Zawody europejskie. Konkurencja teamów | Zawody europejskie. Konkurencja teamów   | Zawody europejskie. Konkurencja teamów | Zawody europejskie. Konkurencja teamów | Zawody europejskie. Konkurencja teamów |
| Rok                                    | Miejsce                                | Zawody                                   | Kategoria                              | Drużyna                                | Pozycja                                |
| -------------------------------------- | -------------------------------------- | ---------------------------------------- | -------------------------------------- | -------------------------------------- | -------------------------------------- |
| 2014                                   | Mediolan                               | 13. Puchar Europy                        | Open                                   | Bamberger Reiter - Ger                 | 2                                      |
| 2013                                   | Opatija                                | 12. Puchar Europy                        | Open                                   | Bamberger Reiter - Ger                 | 9                                      |
| 2013                                   | Ostenda                                | 6. Otwarte Mistrzostwa Europy            | Open                                   | Deutschland                            | 5                                      |
| 2010                                   | Izmir                                  | 9. Puchar Europy Teamów                  | Open                                   | Bamberger Ger                          | 11                                     |
| 2009                                   | Paryż                                  | 8. Puchar Europy                         | Open                                   | BCPR Germany                           | 2                                      |
| 2001                                   | Teneryfa                               | 45. Mistrzostwa Europy Teamów            | Open                                   | Germany                                | 18                                     |
| 1999                                   | Malta                                  | 44. Mistrzostwa Europy Teamów            | Kobiety                                | Germany                                | 18                                     |
| 1994                                   | Barcelona                              | 3. Mistrzostwa Europy Mikstów            | Miksty                                 | Nehmert                                | 34                                     |
| 1992                                   | Ostenda                                | 2. Mistrzostwa Europy Mikstów            | Miksty                                 | Marsal                                 | 16                                     |
| 1991                                   | Killarney                              | 40. Mistrzostwa Europy Teamów            | Open                                   | Germany                                | 12                                     |
| 1985                                   | Salsomaggiore                          | 37. Mistrzostwa Europy Teamów            | Open                                   | Germany                                | 11                                     |
| 1983                                   | Wiesbaden                              | 36. Mistrzostwa Europy Teamów            | Open                                   | Germany                                | 6                                      |
| 1981                                   | Birmingham                             | 35. Mistrzostwa Europy Teamów            | Open                                   | Germany                                | 6                                      |
| 1980                                   | Kefar ha-Makkabbi                      | 7. Młodzieżowe Mistrzostwa Europy Teamów | Juniorzy                               | Germany                                | 9                                      |
| 1978                                   | Stirling                               | 6. Młodzieżowe Mistrzostwa Europy Teamów | Juniorzy                               | Germany                                | 3                                      |
| 1976                                   | Lund                                   | 5. Młodzieżowe Mistrzostwa Europy Teamów | Juniorzy                               | Germany                                | 8                                      |

| Zawody europejskie. Konkurencja par | Zawody europejskie. Konkurencja par | Zawody europejskie. Konkurencja par | Zawody europejskie. Konkurencja par | Zawody europejskie. Konkurencja par | Zawody europejskie. Konkurencja par |
| Rok                                 | Miejsce                             | Zawody                              | Kategoria                           | Partner                             | Pozycja                             |
| ----------------------------------- | ----------------------------------- | ----------------------------------- | ----------------------------------- | ----------------------------------- | ----------------------------------- |
| 1994                                | Barcelona                           | 3. Mistrzostwa Europy Mikstów       | Miksty                              | Lore Tolsdorff                      | 30                                  |
| 1993                                | Bielefeld                           | 7. Mistrzostwa Europy Par           | Open                                | Peter Splettstoesser                | 89                                  |
| 1992                                | Ostenda                             | 2. Mistrzostwa Europy Mikstów       | Mikst                               | Lore Tolsdorff                      | 30                                  |
| 1990                                | Bordeaux                            | 1. Mistrzostwa Europy Mikstów       | Mikst                               | Lore Tolsdorff                      | 7                                   |

## Klasyfikacja
- Helmut Häusler – klasyfikacja WBF (ang.)
- Helmut Häusler – klasyfikacja EBL (ang.)